# Trégarvan

Trégarvan este o comună în departamentul Finistère, Franța. În 1 ianuarie 2022 avea o populație de 127 de locuitori.